# Gwynia capsula
Gwynia capsula is de kleinste hedendaagse brachiopode (of armpotige) met een lengte van maximaal 1,5 mm en komt voor aan de West-Europese kust (Frankrijk, België, Britse Eilanden). Daarnaast is hij bekend als fossiel uit Pleistocene afzettingen in Noorwegen. Het dier heeft een doorschijnend, beige- of geelachtig, bol, beursvormig stel schelpen met onduidelijke groeilijnen. Aan de binnenkant van beide schelpen heeft hij relatief grote, wijd uit elkaar geplaatste poriën (of punctae). De opening aan de top van de rugschelp waar de steel doorheen groeit is relatief groot. Net als alle andere brachiopoden filtert hij voedseldeeltjes, voornamelijk diatomeeën en dinoflagellaten. Hij leeft vastgehecht aan stenen of schelpengruis, tussen grote zandkorrels of fijn grind, waar grote brachiopoden onvoldoende voedsel kunnen verzamelen. Gwynia is een voorbeeld van neotenie, het geslachtsrijp worden terwijl een aantal kenmerken overeenkomen met die van vroege levensfases van verwante soorten. Zo blijft de lofofoor, de structuur waarmee brachiopoden voedsel vangen, gedurende de hele ontwikkeling een onvolledige ring van filamenten, terwijl die zich bij alle andere brachiopoden ontwikkelt tot een complexere vorm. Mogelijk omdat zo'n klein dier maar een klein aantal eicellen kan produceren en een relatief groot aantal daarvan dus volwassen moet worden en herbergt Gwynia de larven in een broedbuidel. Vanwege z'n geringe omvang is wel gesuggereerd dat Gwynia een juveniele levensfase van een andere soort zou zijn. Gwynia heeft wel mannetjes en vrouwtjes, in tegenstelling tot twee andere geslachten van miniatuur brachiopoden met een broedbuidel, Argyrotheca en Joania, die hermafrodiet zijn.